# 2016年リオデジャネイロオリンピックのニュージーランド選手団
2016年リオデジャネイロオリンピックのニュージーランド選手団（2016ねんリオデジャネイロオリンピックのニュージーランドせんしゅだん）は、2016年8月5日から8月21日にかけてブラジルのリオデジャネイロで開催された2016年リオデジャネイロオリンピックのニュージーランド選手団、およびその競技結果。

## 概要
今大会は金メダル個、銀メダル個、銅メダル個の合計個のメダルを獲得した。
ボート男子シングルスカルではマヘ・ドライスデールが2012年ロンドンオリンピックに続いて金メダルを獲得し2連覇を達成した。

## メダル
| メダル | 選手名 | 競技       | 種目                 |
| ------ | --- | ---------- | -------------------- |
| 金     | マヘ・ドライスデール | ボート     | 男子シングルスカル   |
| 金     | エリック・マレイ ハミシュ・ボンド | ボート     | 男子舵なしペア       |
| 金     | ピーター・バーリング ブレア・トゥーク | セーリング | 男子49er級           |
| 金     | リサ・キャリントン | カヌー     | 女子K-1 200m         |
| 銀     | バレリー・アダムス | 陸上       | 女子砲丸投           |
| 銀     | ジェネヴィーヴ・ベーレント レベッカ・スコーン | ボート     | 女子舵なしペア       |
| 銀     | ジョアナ・アレー オリヴィア・ポーリー | セーリング | 女子470級            |
| 銀     | アレックス・マロニー モリー・ミーチ | セーリング | 女子49erFX級         |
| 銀     | エドワード・ドーキンス イーサン・ミッチェル サム・ウェブスター | 自転車     | 男子チームスプリント |
| 銀     | シャキーラ・ベイカー ケリー・ブレイジャー ゲイル・ブロートン テリーサ・フィッツパトリック サラ・ゴス フリアナ・マニュエル ケイラ・マカリスター タイラ・ネイサン・ウォン テリーナ・テ・タマキ ルビー・トゥイ ナイル・ウィリアムズ ポーシャ・ウッドマン | ラグビー   | 女子                 |
| 銀     | ナタリー・ルーニー | 射撃       | 女子トラップ         |
| 銀     | ルーカ・ジョーンズ | カヌー     | 女子K-1              |
| 銀     | リディア・コ | ゴルフ     | 女子                 |
| 銅     | ニック・ウィリス | 陸上       | 男子1500m            |
| 銅     | トーマス・ウォルシ | 陸上       | 男子砲丸投           |
| 銅     | エリザ・マッカートニー | 陸上       | 女子棒高跳           |
| 銅     | サム・ミーチ | セーリング | 男子レーザー級       |
| 銅     | リサ・キャリントン | カヌー     | 女子K-1 500m         |